# ياقوب أيوبوف
ياقوب عبد الله أغلو أيوبوف (بالأذرية: Yaqub Eyyubov) هو نائب الأول لرئيس الوزراء العاشر لجمهورية أذربيجان منذ 10 نوفمبر لعام 2003، رجل دولة أذربيجاني.

## حياته
ولد ياقوب أيوبوف في 24 أكتوبر في 1945 بمينجاشيفير بجمهورية أذربيجان الاشتراكية السوفيتية.قبل بداية تعليمه العالية ياقوب أيوبوف عمل كعامل الميكانيكا في مصنع إسمه ستار خان بين 1963-1964.
وأدى خدمته العسكرية في صفوف الجيش الاتحاد السوفيتي. تخرج من الجامعة التقنية الأذربيجاني في 1972.

## المسئوليات والوظائف
كان رئيسا لجنة مراقبة سلامة العمل في إدارة الدولة للصناعة والتعدين في جمهورية أذربيجان في1997-1998، ورئيسا للجنة الاشراف على سلامة الأعمال في إدارة الدولة للصناعة والتعدين في جمهورية أذربيجان منذ 1999.
كان ياقوب أيوبوف نائب رئيس الوزراء في مجلس وزراء جمهورية أذربيجان في 1999-2003، منذ 2003 نائب الأول لرئيس الوزراء لجمهورية أذربيجان.
كان تمنح ياقوب أيوبوف بوسام «شرف» للخدمات الفعال في التنمية الاجتماعية والاقتصادية للجمهورية بموجب القرار لرئيس جمهورية أذربيجان في 23 أكتبرا عام 2015.
و في 2016 كان تمنح بوسام الصداقة الروسي من قبل ريئس روسيا فلاديمير بوتين.
في 10 نوفمبر لعام 2003 بموجب القرار لرئيس جمهورية أذربيجان تم تعيين ياقوب أيوبوف نائبا الأول لرئيس الوزراء .

## جوائزه
- وسام "شرف" 2015
- وسام الصداقة الروسي 2016

## وصلات خارجية
https://www.youtube.com/watch?v=zjaa2ckKKMU